# 大審裁判所
大審裁判所（だいしんさいばんしょ）は、重要とみなされる訴訟を解決する任務を負う裁判所である。

## フランスの大審裁判所
フランスにおいては、大審裁判所 (le Tribunal de grande instance, TGI) は第一審における通常裁判所（特別裁判所との対比）である。大審裁判所は、他の裁判所に特別に割り当てられたものではない訴訟の管轄権を有する。もっとも、大審裁判所は、特別の管轄を行使することができ、その一部は排他的管轄である。